# Refuge de Plan Glacier
Le refuge de Plan Glacier ou refuge Plan Glacier est un refuge du versant français du massif du Mont-Blanc. C'est un petit refuge en bois construit en 1991 et rénové en 2006. Il se trouve à 2 680 mètres d'altitude, à la base de l'arête sud-ouest de l'aiguille de Tricot, à proximité d'un replat du glacier de Miage (le Plan Glacier).
Il est accessible par une randonnée exigeante. Elle traverse des alpages et se conclut en paysage de haute-montagne. Des courses d’alpinisme sont possibles au départ du refuge.
Il sert notamment de départ vers l'arête Mettrier, les dômes de Miage, l'aiguille de Bionnassay et le refuge Durier.

## Accès
Deux sentiers mènent au refuge :
- le sentier des Contrebandiers, qui part du col de Tricot :
  -  Le Champel (parking) - Plan Glacier (par le Col de Tricot) : D+ 1 680 m / 9,6 km,
  -  Bionnassay (parking) - Plan Glacier : D+ 1 524 m / D-  130 m / 8,32 km,
  - Bellevue (arrêt du tramway du Mont-Blanc) - Plan Glacier : D+ 1 215 m / D- 286m / 7,4 km ;
- la moraine de l'Ours, qui part des alpages de Miage :
  - chalets de Miage - Plan Glacier : D+ 1 147 m / 3,8 km,
  - La Gruvaz (parking) - Plan Glacier : D+ 1 631 m / 7,7 km,
  - Le Champel (parking) - Plan Glacier (via Miage) : D+ 1 560 m / 7,4 km.

La boucle vers le refuge peut constituer une variante sur le Tour du Mont-Blanc, via le col de Tricot / Miage.